# Teoria relativității
Teoria relativității reprezintă în fizica modernă un ansamblu a două teorii formulate de Albert Einstein: relativitatea restrânsă și relativitatea generală.
Ideea de bază a acestor două teorii este că timpul și distanțele unui eveniment măsurate de doi observatori au, în general, valori diferite, dar se supun totdeauna acelorași legi fizice. Când doi observatori examinează configurații diferite, și anume deplasările lor, una în raport cu cealaltă, aplicând regulile logice, se constată că legile fizice au în mod necesar o anumită formă.

## Relativitatea restrânsă
Relativitatea restrânsă, formulată în 1905, s-a născut din observația că transformarea care permite schimbarea unui sistem referențial, transformarea lui Galilei, nu este valabilă pentru propagarea undelor electromagnetice, care sunt dirijate de ecuațiile lui Maxwell. Pentru a putea împăca mecanica clasică cu electromagnetismul, Einstein a postulat faptul că viteza luminii, măsurată de doi observatori situați în sisteme referențiale inerțiale diferite, este totdeauna constantă (ulterior a demonstrat că acest postulat este de fapt inutil, pentru că viteza constantă a luminii derivă din formele legilor fizice).
Aceasta l-a condus la revizuirea conceptelor fundamentale ale fizicii teoretice, cum sunt timpul, distanța, masa, energia, cantitatea de mișcare, cu toate consecințele care derivă. Astfel, obiectele în mișcare apar mai grele și mai dense pe direcția lor de mișcare, pe când timpul se scurge mai lent la ceasurile aflate în mișcare. O cantitate de mișcare este acum asociată vitezei luminii, viteza luminii în vid devenind viteză limită atât pentru obiecte, cât și pentru informații. Masa și energia devin echivalente. Două evenimente care par simultane unui observator, apar în momente diferite altui observator care se deplasează în raport cu primul. Relativitatea restrânsă nu ține cont de efectele gravitației, elementul central al formulării ei matematice sunt transformările Lorentz.

## Relativitatea generală

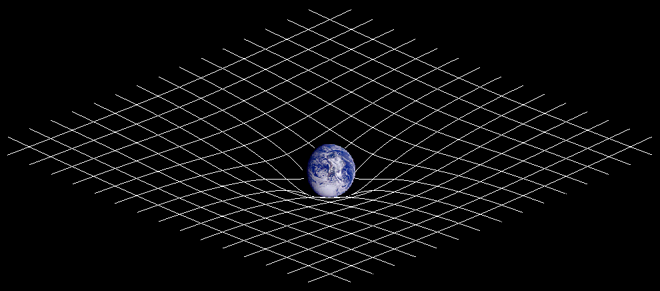
Analogie bi-dimensională a deformării spațiu-timp descrisă în relativitatea generală.

Relativitatea generală a fost formulată de Einstein în 1916. Această teorie utilizează formulele matematice ale geometriei diferențiale și a tensorilor pentru descrierea gravitației. Spre deosebire de relativitatea restrânsă, legile relativității generale sunt aceleași pentru toți observatorii, chiar dacă aceștia se deplasează de o manieră neuniformă, unii față de ceilalți.
Relativitatea generală este o teorie geometrică, care postulează că prezența de masă și energie conduce la "curbura" spațiului, și că această curbură influențează traiectoria altor obiecte, inclusiv a luminii, în urma forțelor gravitaționale. Această teorie poate fi utilizată pentru construirea unor modele matematice ale originii și evoluției Universului și reprezintă deci unul dintre instrumentele cosmologiei fizice.